# Lithocarpus philippinensis
Lithocarpus philippinensis là một loài thực vật có hoa trong họ Cử. Loài này được (A.DC.) Rehder mô tả khoa học đầu tiên năm 1919.